# Elham Kashefi
Elham Kashefi es una profesora iraní de Informática y catedrática de computación cuántica en la Facultad de Informática de la Universidad de Edimburgo, e investigadora en el Centro Nacional para la Investigación Científica (CNRS) en la Universidad de la Sorbona. Su trabajo ha contribuido a los campos de la criptografía cuántica, la verificación de la computación cuántica y la computación cuántica en la nube.

## Biografía
Kashefi fue al Instituto Aboureihan en Teherán. Estudió matemáticas aplicadas en la Universidad Tecnológica de Sharif, donde obtuvo su licenciatura en 1996 y su máster en 1998. Kashefi fue estudiante de doctorado en el Imperial College London bajo la supervisión de Vlatko Vedral y de Steffen van Bakely. Completó su doctorado en 2003.
Tras completar su doctorado, Kashefi fue seleccionada como investigadora junior en Christ Church (Oxford). Allí investigó estructuras fundamentales de la computación cuántica. Fue investigadora en el Instituto de Computación Cuántica durante 2005, antes de mudarse al Instituto de Tecnología de Massachusetts como investigadora visitante. Allí trabajó en complejidad y computación paralela. Kashefi obtuvo un puesto de profesora en la Universidad de Edimburgo en 2007. Tiene una beca profesional (fellowship) establecida en computación cuántica en el Consejo de Investigación de Ingeniería y Ciencias Físicas (EPSRC), una cátedra personal en la Universidad de Edimburgo, y es investigadora en la Universidad de la Sorbona a través del Centro Nacional para la Investigación Científica (CNRS) .
Gran parte de su investigación considera la criptografía cuántica y la verificación de protocolos cuánticos. Su investigación aspira a validar y verificar tecnologías cuánticas, como computadoras, simuladores y dispositivos. Notablemente fue una de las creadoras de Universal Blind Computing, el primer protocolo que permite proteger la privacidad durante cálculos cuánticos. Cree que para lograr comunicaciones seguras en una sociedad dependiente de datos se requerirá una combinación de criptografía clásica y criptografía cuántica.
También ha contribuido al desarrollo de la computación cuántica en la nube. En 2017 cofundó VeriQloud, un proveedor de software para redes cuánticas. Trabajando con miembros de la comunidad científica especializada en computación cuántica, Kashefi cofundó las redes cuánticas nacionales QUantum OXford Imperial College (QuOxIC) y Quantum Information Scotland Network (QUISCO). Estos centros combinan físicos e informáticos que colaboran en el campo de la ciencia cuántica.

### Publicaciones destacadas
Entre sus publicationes destacan:
- Universal blind quantum computation[17]
- Demonstration of Blind Quantum Computing[18]
- The measurement calculus[19]

### Premios y honores
Fue elegida para la Academia Joven de Escocia.